# 사회 유기체
사회 유기체(social organism)는 사회 또는 사회 구조가 "살아있는 유기체"로 간주되는 사회학적 개념 또는 모델이다. 법률, 가족, 범죄 등과 같이 사회를 구성하는 다양한 실체는 사회의 다른 실체와 상호 작용하여 필요를 충족하면서 조사된다. 사회 또는 사회적 유기체의 모든 실체는 유기체의 안정성과 응집력을 유지하는 데 도움이 되는 기능을 가지고 있다.

## 역사
유기체로서의 사회의 모델 또는 개념은 플라톤의 월터 M. 사이먼(Walter M. Simon, '사회의 유기적 이론')과 아리스토텔레스(기원전 384-322년)의 조지 R. 맥레이(George R. MacLay)가 19세기와 프랑스의 철학자이자 사회학의 창시자인 오귀스트 콩트, 스코틀랜드의 수필가, 역사가이자 철학자인 토머스 칼라일, 영국의 철학자이자 박식가인 허버트 스펜서, 프랑스의 사회학자인 에밀 뒤르켐을 포함한 후기 사상가들에 의해 추적되었다.
뒤르켐에 따르면 유기체나 사회의 기능이 더 전문화될수록 더 많이 발달하며 그 반대도 마찬가지이다. 사회의 세 가지 핵심 활동은 문화, 정치 및 경제이다. 사회 건강은 이 세 가지 활동의 조화로운 상호 작용에 달려 있다.
이 개념은 1904년부터 오스트리아의 철학자이자 사회 개혁가인 루돌프 슈타이너(Rudolf Steiner)가 삼중 사회질서에 관한 강의, 에세이, 저서에서 이후 20년에 걸쳐 더욱 발전했다. 사회적 유기체의 "건강"은 이론적으로 연구, 모델링 및 분석할 수 있는 문화, 정치 및 권리, 경제의 상호 작용의 기능으로 생각할 수 있다.
슈타이너는 사회 질서에 관한 작업을 하는 동안 경제 시스템에 대한 "기본적인 사회 법칙"을 발전시켰다. 그래서 우리가 하는 모든 일이 진정으로 동료 인간을 위해 수행된다. 우리는 우리의 '나'를 인간 공동체에 진정으로 삽입하는 법을 배움으로써만 이러한 이해를 얻을 수 있다. 새로운 사회적 형태는 자연이 제공하는 것이 아니라 나타날 수 있다. 오직 인간 '나'로부터 실제적인 개인 간 이해를 통해, 즉 다른 사람의 필요가 우리에게 직접적인 경험의 문제가 될 때에만 가능하다.
데이비드 슬론 윌슨(David Sloan Wilson)은 2002년 저서 다윈 대성당(Darwin's Cathedral)에서 자신의 다단계 선택 이론을 사회 집단에 적용하고 사회를 유기체로 생각할 것을 제안한다. 따라서 인간 집단은 단순한 개인의 집합이 아니라 단일 단위로 기능한다. 그는 유기체가 "환경에서 생존하고 번식한다"고 주장하며 "일반적으로 인간 집단, 특히 종교 집단은 이런 의미에서 유기체적 자격이 있다"고 주장한다.
2016년에 올리버 루켓(Oliver Luckett)과 마이클 J 캐시(Michael J Casey)는 사회적 유기체: 비즈니스와 삶을 변화시키는 소셜 미디어에 대한 근본적인 이해(The Social Organism: A Radical Understanding of Social Media to Transform Your Business and Life)라는 사회적 유기체에 관한 책을 썼다. 이 책은 사회적 유기체에 대한 전통적인 개념을 취하고 그것에 사회적 네트워크를 비교하고 대조했다.

## 같이 보기
- 초개체
- 정신권